# Ursus minimus
Ursus minimus ist eine ausgestorbene Bärenart, die im Zeitalter des Pliozän in Kontinentaleuropa anzutreffen war, wobei das schwarze Meer als östliche Grenze ihres Verbreitungsgebiets gilt. Ursus minimus gilt als gemeinsamer Vorfahr aller rezenten Ursus-Arten.

## Körperbau
Der Schädel von Ursus minimus maß rund 25 cm, womit er der kleinste Vertreter seiner Gattung war und etwa die Größe eines Malaienbären (Ursus malayanus) erreichte. Sein Körperbau war vergleichbar mit dem der Asiatischen (U. thibetanus) und Amerikanischen Schwarzbären (U. americanus). Als frühem Ursus fehlte ihm der stark ausgebildete Mittelfuß und in der Kiefermorphologie ähnelte er ursprünglicheren Bären mit relativ hohen Trigoniden der Reißzähne, wie sie etwa bei der Gattung Ursavus, nicht aber bei späteren Ursus-Arten zu finden sind.

## Verbreitung und Lebensraum
Ursus minimus bewohnte das Europa des frühen Pliozäns bis zum anbrechenden Pleistozän. Sein Körperbau spricht dafür, dass es sich um eine waldbewohnende Art handelte.

## Taxonomie und Entwicklungsgeschichte

### Nomenklatur und Artabgrenzung
Ursus minimus ist eine der frühesten Ursus-Formen. Zwischen Lumpern und Splittern existiert im Bezug auf U. minimus Uneinigkeit darüber, welche Fossilien und Formen die Art umfassen sollte. Als frühste Beschreibung hat Ursus minimus jedoch Priorität gegenüber möglicherweise synonymen Namen; die Validität der Art an sich wird unter Paläontologen nicht angezweifelt.
Für die ältesten Fossilien, die bisher von Ursus gefunden wurden, existieren neben U. minimus die Bezeichnungen U. boeckhi (Schlosser, 1899; Holotyp aus dem rumänischen Baróth-Köpecz) sowie U. ruscinensis und U. avernicus pyrenaicus (Déperet, 1890 und 1892; Holotypen aus dem französischen Perpignan). Von diesen Namen wird in der Regel meist nur U. boeckhi Berechtigung eingeräumt. Da U. minimus eine starke Variabilität zeigt, jüngere Fossilien tendenziell kleiner sind als ältere und es gleichzeitig unwahrscheinlich ist, dass zwei Bären gleicher Größe ein gemeinsames Habitat bewohnen, tendiert die Forschung dazu, alle Ursus-Formen aus dem frühen Pleistozän als U. minimus bzw. als Chronosubspezies U. minimus boeckhi zusammenzufassen.

### Systematik
Vorläufer der ersten Ursus-Arten waren wahrscheinlich Bären der Gattung Ursavus aus dem Miozän, deren Herkunft und genaue Identität jedoch nicht bekannt sind. Aus Ursus minimus geht im mittleren Pliozän zunächst der Lippenbär (Ursus ursinus) hervor, bevor sich an der Wende vom mittleren zum späten Pliozän zwei Kladen herausbilden: Einerseits die kleineren Schwarzbären – Amerikanischer Schwarzbär (U. americanus), Asiatischer Schwarzbär (U. thibetanus) und Malaienbär (U. malayanus) – andererseits die größeren Braun- und Höhlenbären mit Braunbär (U. arctos), Eisbär (U. maritimus) und den Höhlenbärformen von U. etruscus bis U. spelaeus.

## Belege